# Geröteter Löwenzahn
Der Gerötete Löwenzahn (Taraxacum rubicundum) ist eine Pflanzenart aus der Gattung Löwenzahn (Taraxacum) innerhalb der Familie der Korbblütler (Asteraceae).

## Beschreibung

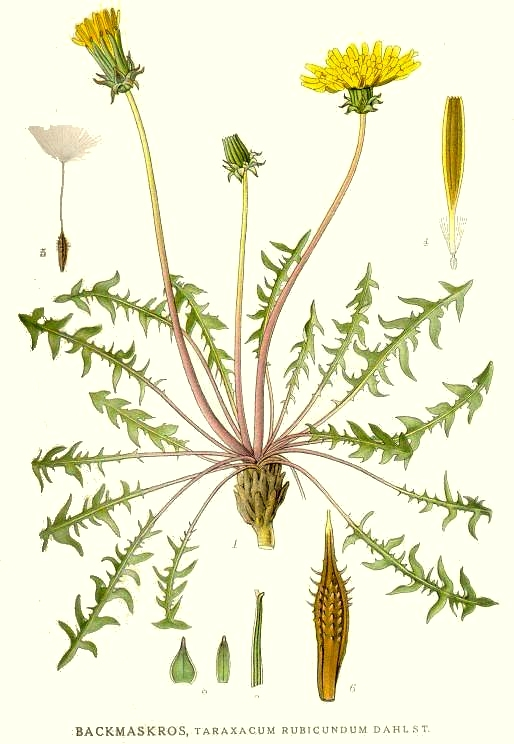
Illustration

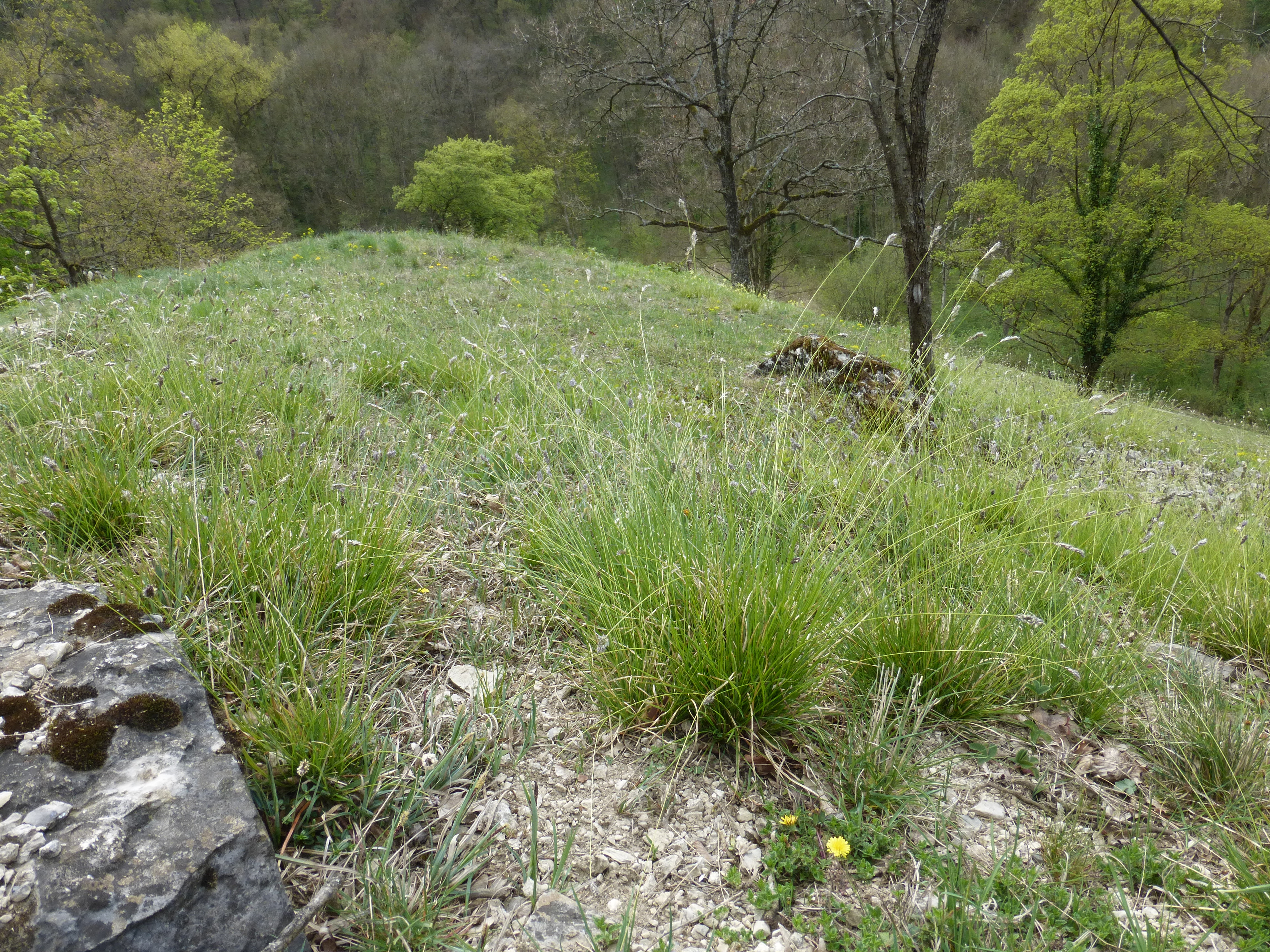
Geröteter Löwenzahn im Habitat: Blaugrashalde (Vordergrund)

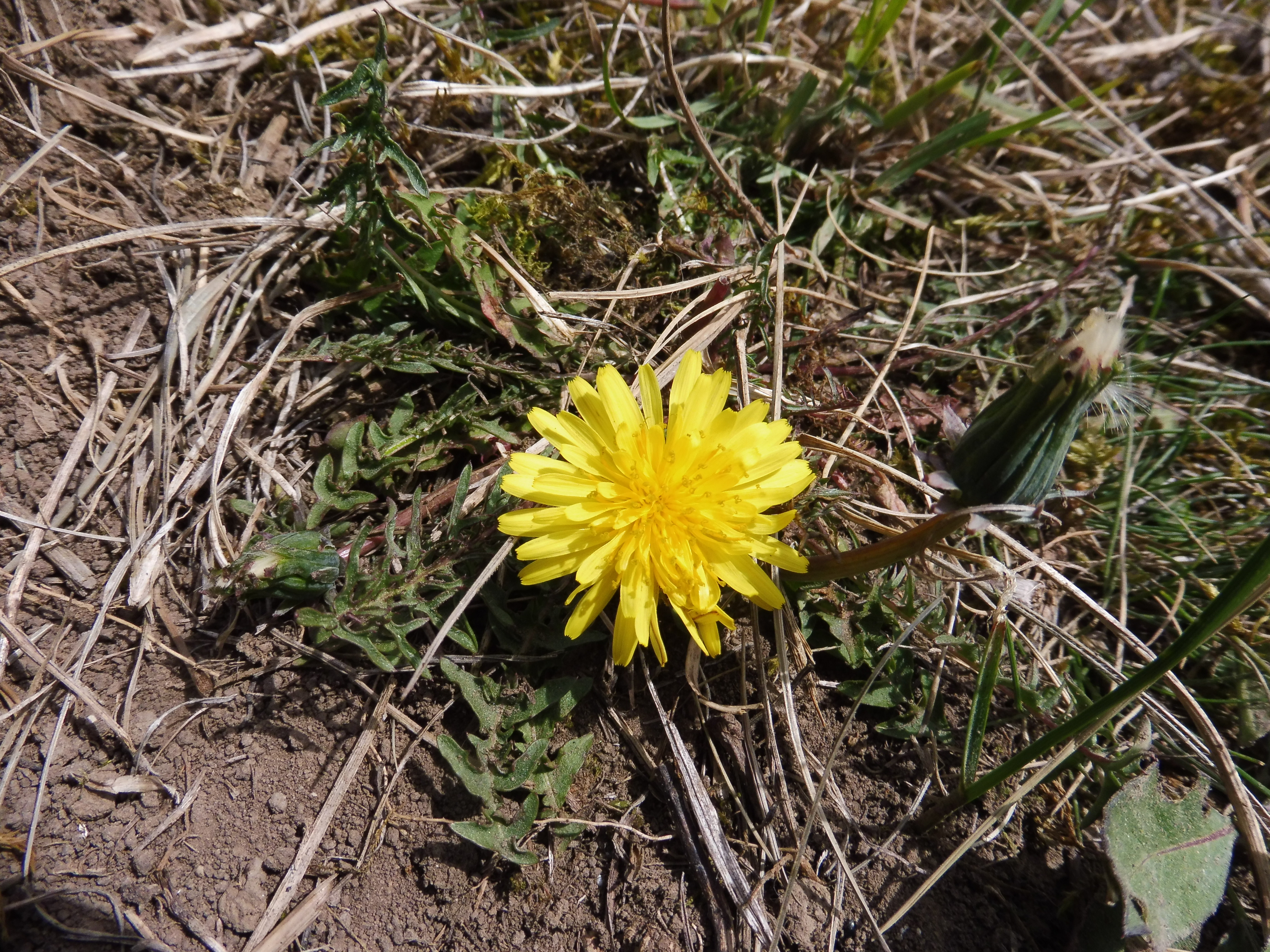
Taraxacum rubicundum Kälberhalde O.-Altoberndorf 23. April 2019

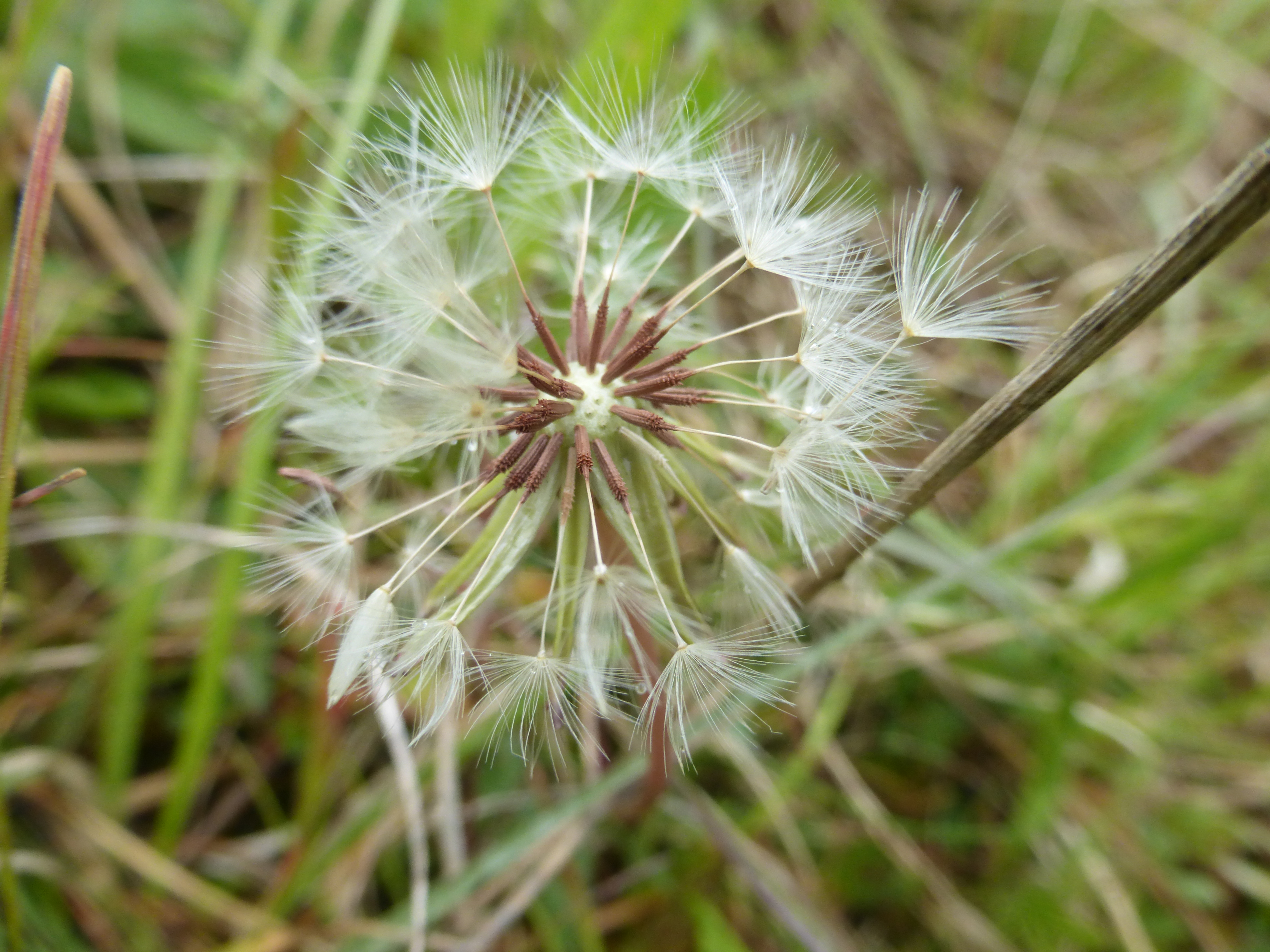
Reifer Fruchtstand mit Achänen und Pappus

### Vegetative Merkmale
Der Gerötete Löwenzahn wächst als meist relativ zarte, ausdauernde krautige Pflanze.
Die in grundständigen Rosetten angeordneten, zumeist niederliegenden Laubblätter sind in Blattstiel und Blattspreite gegliedert. Der relativ schmale Blattstiel ist glänzend rotviolett. Die dunkelgrüne Blattspreite ist gelappt und die Seitenlappen sind meist schmal dreieckig, gezähnt.

### Generative Merkmale
Die Blütezeit reicht von Mitte bis Ende April, in warmen Jahren auch etwas früher. Die Blüten stehen in Blütenkörben zusammen. Die Hülle ist dunkelgrün bereift. Die äußeren Hüllblätter sind eiförmig, anliegend, kahl und deutlich berandet, kurz gehöckert bis gehörnt (= Schwielen). Die Zungenblüten sind hellgelb. Die Narbe ist bräunlichgrün. Pollen sind vorhanden oder fehlen.
Ein wichtiges Unterscheidungsmerkmal bei Schwielen-Löwenzähnen sind die Achänen, die bei Taraxacum rubicundum rotbraun sind. In Baden-Württemberg gibt es auch Typen mit roten Achänen, die sich von der Blattform her einmal mehr Taraxacum rubicundum, einmal mehr aber auch Taraxacum lacistophyllum annähern.
Die Chromosomenzahl beträgt 2n = 24.

## Vorkommen

### Verbreitung in Deutschland
Der Gerötete Löwenzahn kommt zerstreut in ganz Deutschland vor und wird im Süden häufiger. In Thüringen, Bayern und Baden-Württemberg vor allem Vorkommen im Muschelkalk- und Juragebiet. In den Kalkgebieten Nordbayerns und auf der baden-württembergischen Schwäbischen Alb ist der Taraxacum rubicundum weit verbreitet.

### Standortansprüche
Der Gerötete Löwenzahn wächst in Deutschland meist in kalkreichen Schaf- und Ziegenweiden, sowie in mechanisch gepflegten Halb- und Volltrockenrasen.

## Artenschutz
Der Gerötete Löwenzahn bedarf wegen ihrer teilweisen Gefährdung und Seltenheit des Naturschutzes. Die Rote Liste der Farn- und Blütenpflanzen Deutschlands führt die Pflanze als Art der Vorwarnliste.

## Systematik
Die Erstbeschreibung erfolgte 1905 als Unterart Taraxacum erythrospermum subsp. rubicundum  durch den schwedischen Botaniker Gustav Adolf Hugo Dahlstedt (1856–1934) in Om skandinavaviska Taraxacum-former In: Bot. Not., Band 3, 1905, Seite 145–172. Den Rang einer Art Taraxacum rubicundum hat sie 1906 auch durch Dahlstedt erhalten. Das Artepitheton rubicundum bedeutet „kräftig rot“.
Die Pflanzenart Taraxacum rubicundum gehört zur Sektion der Schwielen-Löwenzähne (Taraxacum sect. Erythrosperma) in der Gattung Löwenzahn.